# Deimos (maan)
Deimos is de kleinste van de twee natuurlijke manen van Mars: Deimos en Phobos.

## Naamgeving
De maan Deimos is genoemd naar de Griekse god van de paniek. De andere maan van Mars, Phobos, is genoemd naar de Griekse god van de angst.

## Beschrijving
Op dit ogenblik is Deimos de kleinste bekende maan in het zonnestelsel.
De omvang van de maan is 15 bij 12 bij 11 km. De vorm is dus onregelmatig, waardoor Deimos een beetje op een aardappel lijkt. De maan bevat kraters waarvan de meeste niet groter zijn dan 2,5 kilometer. Bij het invallen van een meteoriet verdwijnt er veel materiaal uit het oppervlak van Deimos in de ruimte doordat de zwaartekracht van Deimos niet sterk genoeg is om het terug naar het oppervlak te trekken, iets wat wel gebeurt als er een meteoriet inslaat op een groter hemellichaam zoals de Maan.
Het oppervlak van Deimos bestaat waarschijnlijk uit materiaal dat ook te vinden is bij de meeste planetoïden.

## Oorsprong
De oorsprong van Deimos is niet helemaal bekend, maar mogelijk is het een planetoïde die in het verleden door Mars is ingevangen. Een andere hypothese is dat Deimos op hetzelfde moment als Mars is gevormd, of uit een botsing is ontstaan.

## Ontdekking
Deimos is in het jaar 1877 ontdekt door Asaph Hall, die tevens de ontdekker van Phobos is.

## Naamgeving kraters
De twee benoemde kraters van de maan Deimos zijn genoemd naar schrijvers die twee manen van Mars vermeldden voordat ze ontdekt waren:
Swift naar Jonathan Swift
Voltaire naar François-Marie Arouet
De twee manen werden ook vermeld door Galileo - althans, dat dacht men. Toen Galileo de ring van Saturnus ontdekte, maakte hij dat aanvankelijk bekend in de vorm van een puzzel. Johannes Kepler trachtte het raadsel op te lossen en concludeerde dat Galileo twee manen bij Mars had ontdekt. Mars heeft inderdaad twee manen, maar die kan Galileo met zijn telescoop nooit gezien hebben.